# Gezicht op de baai van Napels
Gezicht op de baai van Napels is een schilderij toegeschreven aan Pieter Bruegel de Oude en vermoedelijk gemaakt omstreeks 1563. Het werk, niet gesigneerd of gedateerd, wordt bewaard in de Galleria Doria Pamphilj in Rome.

## Voorstelling
Bruegel toont de karakteristieke Baai van Napels vanuit het zuiden. Rechts zien we de vervaarlijk actieve Vesuvius, centraal de stad. Herkenbaar zijn het Castel dell'Ovo links op het eiland Megaride, de verdwenen toren op het Isolotto di San Vincenzo, het Castelnuovo met drie torens en op de heuvel daarachter het Castel Sant'Elmo. De havenmuur, die toen rechthoekig was, is wellicht om compositorische redenen rond gemaakt.
Op een woelige zee zijn talrijke schepen weergegeven met de precisie die maritieme historici in Bruegel waarderen. We zien galeien, driemasters, sloepen en vele andere scheepstypes. De rookpluimen uit de kanonnen suggereren een zeeslag, maar het is in elk geval geen historische gebeurtenis die wordt weergegeven. De klemtoon lijkt eerder te liggen op de bedrijvigheid van de havenstad.

## Toeschrijving en datering
De toeschrijving aan Bruegel is lang betwist, tot een restauratie in 2015 klaarheid bracht. Vanonder het vergeelde vernis kwamen de typische kenmerken van de meester tevoorschijn, zoals de combinatie van miniaturistische details met los geschilderde achtergronden. Compositorisch is het werk verwant aan zijn tekening Zeeslag in de Straat van Messina. Ook de reeks scheepsportretten die Bruegel in 1561-1565 in prent bracht, is relevant. Waarschijnlijk creëerde hij in die periode het schilderij op basis van schetsen die hij had genomen op zijn reis naar Messina in de zomer van 1552. Het coloriet is verwant aan de schilderijen die hij maakte in 1563, een jaartal dat tentatief wordt weerhouden.

## Herkomst
Inventarissen van kardinaal Antoine Perrenot de Granvelle (1607) en Peter Paul Rubens (1640) bevatten items van Bruegel die soms met dit schilderij in verband zijn gebracht, maar die hypothese is niet houdbaar. De eerste gedocumenteerde attestatie is in 1794 in het bezit van prins Camillo Pamphilj.

## Voetnoten
1. ↑  Dominique Allart, "Did Pieter Brueghel the Younger See his Father's Paintings?", in: Peter van den Brink (ed.), The Brueghel Enterprise, tent.cat. 2001–2002, p. 46–57

Landschap met de parabel van de zaaier (1557) · Wie een varken is, moet in het kot (1557) · Twaalf spreekwoorden (1558) · De spreekwoorden (1559) ·  De strijd tussen Vasten en Vastenavond (1559) · De kinderspelen (1560) · De zelfmoord van Saul (1562) · Twee aapjes (1562) · De val der opstandige engelen (1562) · De triomf van de dood (ca. 1562) · Dulle Griet (1563) · De vlucht naar Egypte (1563) · Gezicht op de baai van Napels (ca. 1563) · De bouw van de toren van Babel (1563) · De aanbidding door de wijzen in de sneeuw (1563) · De kruisdraging (1564) · De aanbidding door de wijzen (1564) · De ontslaping van Maria (ca. 1564) · Christus en de overspelige vrouw (1565) · De hooitijd (juni/juli) (1565) · De oogst (augustus/september) (1565) · De terugkeer van de kudde (oktober/november) (1565)  · Jagers in de sneeuw (december/januari) (1565) · De sombere dag (februari/maart) (1565) · Winterlandschap met schaatsers en vogelknip (1565) · De kindermoord te Bethlehem (ca. 1566) · De boerenbruiloftsdans (1566) · De volkstelling te Bethlehem (1566) · De prediking van Johannes de Doper (1566) · De Sint-Maartenswijn (1566-67) · Het Land van Kokanje (Luilekkerland) (1567) · De bekering van Paulus (1567) · Het bruiloftsmaal (ca. 1567) · De dorpskermis (ca. 1567) · De toren van Babel (ca. 1568?) · Drie soldaten (1568) · De nestrover (1568) · De misantroop (1568) · De parabel van de blinden (1568) · Hoofd van een boerin (ca. 1568) · De kreupele bedelaars (1568) · De ekster op de galg (1568)
Landschap met de verschijning van Christus aan het meer van Tiberias (1553) · De aanbidding door de wijzen (ca. 1556) · De val van Icarus (ca. 1565)
De grote vissen eten de kleine · Zeeslag in de Straat van Messina